# Colubrina retusa
Colubrina retusa là một loài thực vật có hoa trong họ Táo. Loài này được (Pittier) R.S.Cowan mô tả khoa học đầu tiên năm 1952.